# 闍甄州
闍甄州，唐朝羈縻州。
闍甄即吐谷渾人對今天且末縣地區的稱呼，西遼稱“闍鄽”，元稱“闍里輝”，明稱“扯力昌”，清稱“卡墻”。
開元十一年（723），有吐谷渾部落詣沙州投降，唐人將其安置於故且末郡地區，設置闍甄都督府管理，由羈縻於靈州的吐谷渾代樂王慕容明出任檢校闍甄府都督。開元二十六年（738），吐蕃佔領了鄯善-且末地區，慕容明“薨於本衙”，都督府遂罷廢。
雖然闍甄州以闍甄（且末地區）爲名，但其具體治所、城址今已不可考，可能僅是以遊牧於且末地區的部落所置，并無領縣。

## 歷任刺史
- 慕容明（723-738）（檢校都督）